# 牙巴庫
牙巴庫，是麻赫穆德·喀什噶里在突厥語大辭典裹十個希臘到中國的突厥部落之一，主要分布在吉爾吉斯斯坦左右。
語言與巴什基爾人接近。